# Marija Butyrskaja
Marija Viktorovna Butyrskaja (in russo Мария Викторовна Бутырская?; Mosca, 28 giugno 1972) è un'ex pattinatrice artistica su ghiaccio russa.

## Palmarès
GP: Champions Series / Grand Prix
| Internazionali            | Internazionali | Internazionali | Internazionali | Internazionali | Internazionali | Internazionali | Internazionali | Internazionali | Internazionali | Internazionali | Internazionali | Internazionali | Internazionali |
| Evento                    | 89–90          | 90–91          | 91–92          | 92–93          | 93–94          | 94–95          | 95–96          | 96–97          | 97–98          | 98–99          | 99–00          | 00–01          | 01–02          |
| ------------------------- | -------------- | -------------- | -------------- | -------------- | -------------- | -------------- | -------------- | -------------- | -------------- | -------------- | -------------- | -------------- | -------------- |
| Giochi olimpici invernali |                |                |                |                |                |                |                |                | 4°             |                |                |                | 6°             |
| Campionati mondiali       |                |                |                | 29°            |                |                | 4°             | 5°             | 3°             | 1°             | 3°             | 4°             | R              |
| Campionati europei        |                |                |                | 5°             | 4°             | 7°             | 3°             | 4°             | 1°             | 1°             | 2°             | 2°             | 1°             |
| GP Finale                 |                |                |                |                |                |                | 7°             | 4°             | 3°             | 2°             | 3°             | 4°             | 4°             |
| GP Lalique                |                |                |                |                |                |                |                | 2°             |                | 1°             | 1°             | 1°             | 1°             |
| GP Nations/Spark.         |                |                |                |                |                |                | 2°             |                |                | 3°             | 1°             | 1°             | 1°             |
| GP NHK Trophy             |                |                |                |                |                |                | 5°             | 1°             | 2°             |                | 1°             | 2°             |                |
| GP Skate America          |                |                |                |                |                |                |                | 10°            |                | 1°             |                |                |                |
| GP Skate Canada           |                |                |                |                |                |                |                |                | 2°             |                |                |                |                |
| Finlandia Trophy          |                |                |                |                |                |                | 4°             | 1°             |                |                |                |                |                |
| Goodwill Games            |                |                |                |                |                | 3°             |                |                |                | 2°             |                |                | 6°             |
| Nations Cup               |                |                | 7°             |                | 6°             | 8°             |                |                |                |                |                |                |                |
| NHK Trophy                |                |                |                | 5°             |                |                |                |                |                |                |                |                |                |
| Nebelhorn Trophy          |                | 3°             | 3°             |                |                |                |                |                |                |                |                |                |                |
| Piruetten                 | 2°             |                |                |                | 8°             |                |                |                |                |                |                |                |                |
| Schäfer Memorial          |                |                |                |                |                | 3°             |                |                |                |                |                |                |                |
| Skate Canada              |                |                |                | 1°             |                |                |                |                |                |                |                |                |                |
| Trophée de France         |                |                |                |                |                | 5°             |                |                |                |                |                |                |                |
| Universiadi               |                |                |                |                |                | 2°             |                |                |                |                |                |                |                |
| Nazionali                 |                |                |                |                |                |                |                |                |                |                |                |                |                |
| Campionati russi          |                |                |                | 1°             | 2°             | 1°             | 1°             | 1°             | 1°             | 1°             | 2°             | 3°             | 2°             |
| Campionati sovietici      |                | 6°             | 3°             |                |                |                |                |                |                |                |                |                |                |
| R = Ritirata              |                |                |                |                |                |                |                |                |                |                |                |                |                |